# Monte Urano
Monte Urano és una comune (municipi) de la província de Fermo a la regió italiana de les Marques. Es troba aproximadament a 50 quilòmetres al sud d'Ancona i aproximadament 7 quilòmetres al nord de Fermo. Els habitants del municipi s'anomenent "monturanesi".
Monte Urano està rodejat pels municipis següents: Fermo, Montegranaro, Sant'Elpidio un Euga, Torre San Patrizio.
L'economia del poble està basada sobretot en la producció de sabates, i te moltes fàbriques de calçat.